# 莎菲寶
莎菲寶（10月23日—），電視電台節目主持人，參加廣東廣播電視台主持人選拔賽入行，現任職於加拿大中文電台、新時代電視、美國星島中文電台、廣東廣播電視台。同時，亦是一名認證「國際漢語教師」，曾任教於於美國Global-LT語言學校。

## 簡歷
莎菲寶在廣州出生，求學時期參加廣東廣播電視台主持人選拔賽加入廣播界。
2010年移居加拿大，成為加拿大中文電台、新時代電視及城市電視節目主持，節目覆蓋溫哥華、多倫多、卡加利、蒙特利爾等城市。2022年，加入美國星島中文電台（紐約、三藩市、洛杉磯）。現主持三個國家的不同電視電台節目。同時，莎菲寶亦擁有國際漢語教師資格認證。。

## 主持節目

### 現主持節目
- 加拿大中文電台（溫哥華/多倫多/卡加利）
  - 《小姐姐好》
- 美國星島中文電台（三藩市/洛杉磯/紐約）
  - 《莎菲寶遊加園》
- 廣東廣播電視台音樂之聲（廣東/香港/澳門）
  - 《日出大道》

### 曾主持節目
- 加拿大中文電台
  - 《風繼續吹》（粵語）
  - 《陽光早晨》（粵語）
  - 《城市夜歸人》（普通話）
  - 《男人幫女人幫》（普通話）
  - 《孝 Are You》（粵語）
- 新時代電視
  - 《大城小聚》（粵語）
  - 《娛樂圈一圈》
- 城市電視
  - 《城市大視界》（普通話）
- 廣東廣播電視台音樂之聲
  - 《日落大道》（粵語）
  - 《深宵一刻值千金》（粵語）
  - 《日落餘溫》（粵語）
- 廣州電視台
  - 勁歌王電視版（粵語）
- 廣州電台
  - 勁歌王電台版（粵語）

## 外部連結
- 莎菲寶的Instagram帳戶
- 莎菲寶的Facebook專頁
- 莎菲寶的小紅書
- 莎菲寶的Youtube （页面存档备份，存于）